# Mucklagh (County Offaly)
Mucklagh (irisch An Muclach, „der Schweinehof“) ist eine Ortschaft im County Offaly in der Republik Irland mit 918 Einwohnern (2022)

## Lage
Mucklagh befindet sich vier Kilometer südwestlich von Tullamore am River Clodiagh. Die von Nenagh kommende N52 führt nach Dundalk an Mucklagh vorbei.

## Sehenswürdigkeiten
Neben den Resten des Charleville Demesne befindet sich in Mucklagh ein Marienschrein, der aus den Steinen der abgebrochenen St. Colman’s Church errichtet wurde. 1979 wurde eine neue Kirche mit identischem Patrozinium errichtet. 